# Митар Суботић
Митар Суботић Суба (Нови Сад, 23. јун 1961 — Сао Пауло, 2. новембар 1999) био је српски музичар, композитор и музички продуцент. Псеудоним Rex Ilusivii користио је од почетка каријере до 1995. године.
Похађао је основну школу „Ђорђе Натошевић” у Новом Саду. Дипломирао је на Академији уметности у Новом Саду. Потом је на Радио Београду похађао курс електронске музике и направио прве снимке комбинујући електронику и синтисајзере. Био је продуцент чувених албума музике новог таласа Екатарине Велике, Хаустора и Марине Перазић осамдесетих година прошлог века. За дело „The Dreambird, In The Mooncage“ 1988. године награђен је УНЕСКО наградом за промоцију културе. Награда се састојала од стипендије за тромесечно истраживање афро-бразилских ритмова у Бразилу. Недуго потом, Суботић је емигрирао у Сао Пауло. У Бразилу је остварио успешну каријеру као продуцент. Погинуо је 2. новембра 1999. у пожару који је захватио његов студио.

## Биографија

### Образовање
Похађао је основну школу „Ђорђе Натошевић” у Новом Саду. Завршио је нижу музичку школу, одсек хармоника. Оркестар школе коју је похађао, био је успешан у тадашњој Југославији и у иностранству. Први бендови у којима је свирао као клавијатуриста били су „96%“ и „20. век“. Дипломирао је на Академији уметности у Новом Саду, одсек за композицију и оркестрацију. Већ током студија показао је интересовање за електронску музику. По дипломирању, отишао је у Београд и похађао курс електронске музике који је водио Пол Пињон (Paul Pignon), британски саксофониста на привременом раду у Београду. У то време, под утицајем музике Ерика Сатија и Брајана Ина, почео је да експериментише различитим звуковима.

### Каријера у Југославији
Од 1983. године, од псеудонимом Rex Ilusivii, Суботић је једном недељно достављао своје снимке Душану Гојковићу - Гоји, уреднику култних емисија на Радио Новом Саду - „Ју поп сцена“ и „Нови видици“. Тек након годину дана, открио је идентитет и презентовао свој рад у Новом Саду, Београду, Загребу, Љубљани, Сарајеву и Суботици.
У то време почео је и да сарађује са већ афирмисаним музичарима - са чувеним стрип цртачем Зораном Јањетовим снимио је песму Јети, са Миланом Младеновићем, фронтменом групе Екатарина велика, обрадио је хит Џејмса Брауна „Секс машина“ (Sex Machine). Синглове је снимио са Игором Поповићем из групе Џакарта („Арабиа“) и Марином Перазић („Плава јутра“).
Суботићев деби албум Disillusioned, након одбијања великих издавачких кућа тадашње Југославије, издат је 1987. године, поводом 30 година постојања емисије „Рандеву са музиком“, Радио Новог Сада. Тираж албума био је 500 примерака. Нумере на А страни ове плоче поред Суботића свирају Милан Младеновић, Урош Шећеров, Бранка Парлић, Масимо Савић и Зоран Радомировић. Б страна са темом „Thanx Mr. Rorschach - амбијенти на музику Ерика Сатија“, својеврстан је омаж музици овог француског композитора.
Већ у то време, Суботић је радио музику за телевизијске емисије и позоришне представе. Године 1985. продуцирао је албум „Болеро“, групе Хаустор, деби албуме група Хероина и Ла страда. Уследила је сарадња са групом Октобар 1864 на албуму „Игре бојама“ и групом Екатарина велика, албум Само пар година за нас. За амбијенталну инсталацију „The Dreambird, In The Mooncage“, снимљену у Паризу 1988. године, Митар Суботић добио је награду УНЕСКО фонда за промоцију културе. Ову инсталацију радио је са Гораном Вејводом.

### Каријера у Бразилу
Године 1990, Суботић се настанио у Сао Паолу, у Бразилу. Брзо се уклопио у музички живот нове средине и почео да компонује и снима музику за позориште, модне ревије, рекламе. Истовремено је радио и као студијски музичар и продуцент. Сарађивао је и са бразилским музичарима , Cibelle, Joao Parahyba и другим. У раду је традиционалне бразилске ритмове комбиновао са електронском музиком. У пролеће 1994. године, са Миланом Младеновићем почиње пројекат Angel's Breath. Албум је снимљен у Бразилу, а издат у Србији. Ово је последњи пројекат Милана Младеновића, који је исте године умро у Београду.
Албум „São Paulo Confessions“, Суботић је издао 1999. године. Овај албум објављен је и у Европи, САД и Јапану. На дан промоције албума у Сао Паолу, у студију Митра Суботића избио је пожар. Покушавајући да спасе материјал из студија, Суботић је изгубио живот.
„Tanto Tempo“, албум бразилске певачице Bebel Gilberto, снимљен у продукцији Митра Суботића, издат је 2000. године. Постао је најпродаванији албум бразилске музике у Америци, а Bebel Gilberto добила је 3 Греми награде за овај албум.

## Сећање
У Лиманском парку у Новом Саду, у знак сећања данас се налази спомен-плоча са његовим именом. Креиран је Субином плато, на самом уласку у Лимански парк, постављена је минималистичка скулптуре у знак сећања на уметника.

## Одабрана дискографија

### Албуми
- (1987)
- (1994)
- (са Миланом Младеновићем, 1994)
- 1999.
- (2005)

### Синглови
- Зла коб (Вентилатор Vol I, 1983)
- Арабиа (са Игором Поповићем, Вентилатор Vol III, 1984)
- (са Миланом Младеновићем, 1985)
- Плава јутра (са Марином Перазић, 1985)